# Olimpa

Mapa con la ubicación aproximada de algunas de las principales ciudades del antiguo Epiro. Olimpa estaba en la parte norte de Epiro.

Olimpa (en griego, Ὀλύμπα) fue una antigua ciudad griega en la región de Epiro. Es mencionada por Esteban de Bizancio con el nombre de Olimpe.
Se localiza cerca de la actual Mavrove, en Albania, en un lugar donde se han hallado restos de un asentamiento fortificado desde los siglos V y IV a. C. Allí también se han hallado monedas de bronce de Olimpa que han sido fechadas en los siglos III-II a. C. donde figura inscrita la leyenda «ΟΛΥΜΠΑΣΤΑΝ» así como un antiguo sello de terracota donde aparece inscrito «ΟΛΥΜΠΑΣ». Se conserva también una inscripción de una dedicatoria a Zeus Megisto del siglo III a. C. donde se menciona un gobernador de la ciudad (πολιτάρχης), un cogobernador (Συνάρχοντες) y un escriba.